# ポルシェバイクス

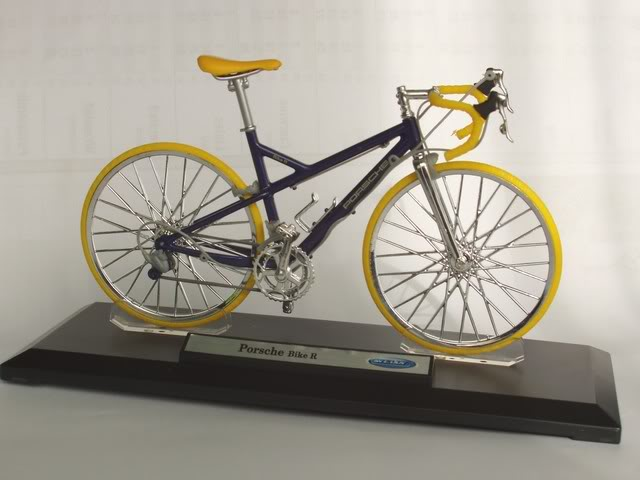
Porsche Bike R

ポルシェバイクス（Porsche Bikes ）およびポルシェeバイクス（Porsche eBikes）は、ドイツ・シュトゥットガルトに拠点を置く自動車メーカーのポルシェおよびその傘下のポルシェデザインが展開する自転車ブランド。

## 概要
ドイツのスポーツカーメーカー、ポルシェの自転車業界への参入は、1991年にクロスバイクのプロトタイプ「ポルシェバイク・スパイダー9.85」（Porsche Bike Spyder 9.85）を設計したことに始まる。以後さまざまな自転車ブランドと提携し、ハイグレードな自転車を生産してきた。2021年より「ポルシェeバイクス」ブランドに切り替え、電動アシスト自転車のみを生産している。

## 歴史
1990年3月、ポルシェAGの設計者でレーシングドライバーでもあったウルリッヒ・ベズ博士らにより、クロスバイク「ポルシェバイク・スパイダー9.85」（Porsche Bike Spyder 9.85）のプロトタイプが設計された。その車両重量はわずか9.85kgであった。1991年5月、ポルシェ雑誌のクリストフォーラス誌は、このプロトタイプバイクに関する記事を発表し、300の限定生産に言及した。しかし1991年10月、ウルリッヒ・ベズがポルシェAGを去ったため、1992年2月にポルシェAGは、バイクスパイダーのマーケティング権を博士に譲渡した。1992年、ベズらはCAT Produkte GmbHを設立し、200台限定の「バイクスパイダー」（BIKE-Spyder）の納入はCATの元で1992年7月に始まり（そのためポルシェの名は冠されなかった）、1994年まで続いた。フレームは、アメリカの自転車メーカー「スペシャライズド」製であった。なおこれらの情報は、ポルシェクラブ・オブ・アメリカのマーケティングディレクター、Jim Hemigの個人的研究により明らかにされたものである.。
1996年、ポルシェAGはドイツの自転車メーカー、Votec社と提携し、世界的な販売のために「Bike S」と「Bike FS」を生産、公式に自転車業界へ参入した。1998年、ポルシェAGとVotecは、アップグレードされた「Bike S」と「Bike FS」とともに、「Bike R」を追加した。その後「Bike CS」「Bike X」「Bike ST」「Bikester」もごく少量生産でラインナップされた。2000年代中頃は、同じくドイツの自転車メーカー、Storck社とも提携していたようである。
2007年、ポルシェ本社の決定により一時生産を中止したが、2014年に再び生産を開始、ポルシェAGオリジナルの「Porsche Bike」「Porsche Bike RS」「Porsche Bike RX」がラインナップされ、ポルシェデザイン・グループ傘下であるポルシェ・オフィシャルグッズ部門の「ポルシェ・ドライバーズ・セレクション」より発売された。
2021年3月、ドイツの電動アシスト自転車（eバイク）ブランド、ロットワイルド社と提携し、電動スポーツバイク・クロスバイクを発表した。ラインナップは「eBike Sport」と「eBike Cross」の2種類。フレームデザインはポルシェデザイン・グループ傘下のスタジオ・F.A.ポルシェによる。なお、このPorsche eBikeシリーズ発売に合わせ、ポルシェAGの電気自動車、タイカン クロスツーリスモのために、最大2台のPorsche eBikeが搭載可能な独自の強力な耐荷重リアキャリアを開発した。
2022年8月、ポルシェAGは、eバイク分野での活動を強化するため、オランダのeバイクメーカーPonooc Investment B.V.と2つの合弁会社「Porsche eBike Performance GmbH」「P2 eBike GmbH – powered by Porsche」を設立した。ミュンヘン近郊のオットブルンを拠点とするeBike performance GmbHは、モーター、バッテリー、接続ソリューションに必要なソフトウェアアーキテクチャを開発、シュトゥットガルトに拠点を置くP2 eBike GmbH – powered by Porscheは、これらのドライブシステムを使用して、2020年代半ばまでに新世代のポルシェE-Bikeを発売する予定。

## 車種展開

### ロードバイク
- RS
- R

ストークのお家芸であるカーボン技術を投入したRS、Rはその軽さを極限まで追い求め、2003年度に販売されたロードバイクの中では最軽量を誇った。コンポーネンツはどちらのモデルもシマノ社製デュラエースか、もしくはアルテグラから選択することが出来る。RS・デュラエースモデルの重量は7100gで、価格は74万円。

### マウンテンバイク

#### フルサスペンション
- FS Evo
- FS

FS Evoはフレーム素材にカーボンを使用し、11000gというフルサスバイクとしては驚異的な数字を叩き出す。コンポーネンツにはシマノ・XTRをおごり、ブレーキはディスクブレーキが搭載される。価格82万円。オプションでシマノ・XTも選択できる。FSにはシマノ・XTのみとなり、重量は11900gと微増する。ブレーキはVブレーキ。価格60万円。

#### ハードテール
- S

Sにはリアのサスペンションがないため10700gとさらに軽量。シマノ・XT搭載モデルが34万円。コンポーネンツはシマノ・LXも選択できる。

### レクレーション
- X

Xはフィットネス・トレッキング用のバイク。コンポーネンツはシマノ・デオーレとXTが混用される。アルミフレームを採用し、重量11900g、価格は23万円。
- CS

CSにはキャリア、フェンダー、ライト、ギアガードが標準装備され、通勤やツーリングなどのごくごく日常的な使用を考えて作られたモデル。ちなみに、「CS」とは「City Sport」の略。コンポーネンツにはシマノ・ネクサス8段変速を、ブレーキには同社のローラー式ブレーキを搭載し、快適性向上のためにシートポストとフロントフォークにサスペンションを組み込んでいる。重量15900gで、価格23万円。